# Panamakalap

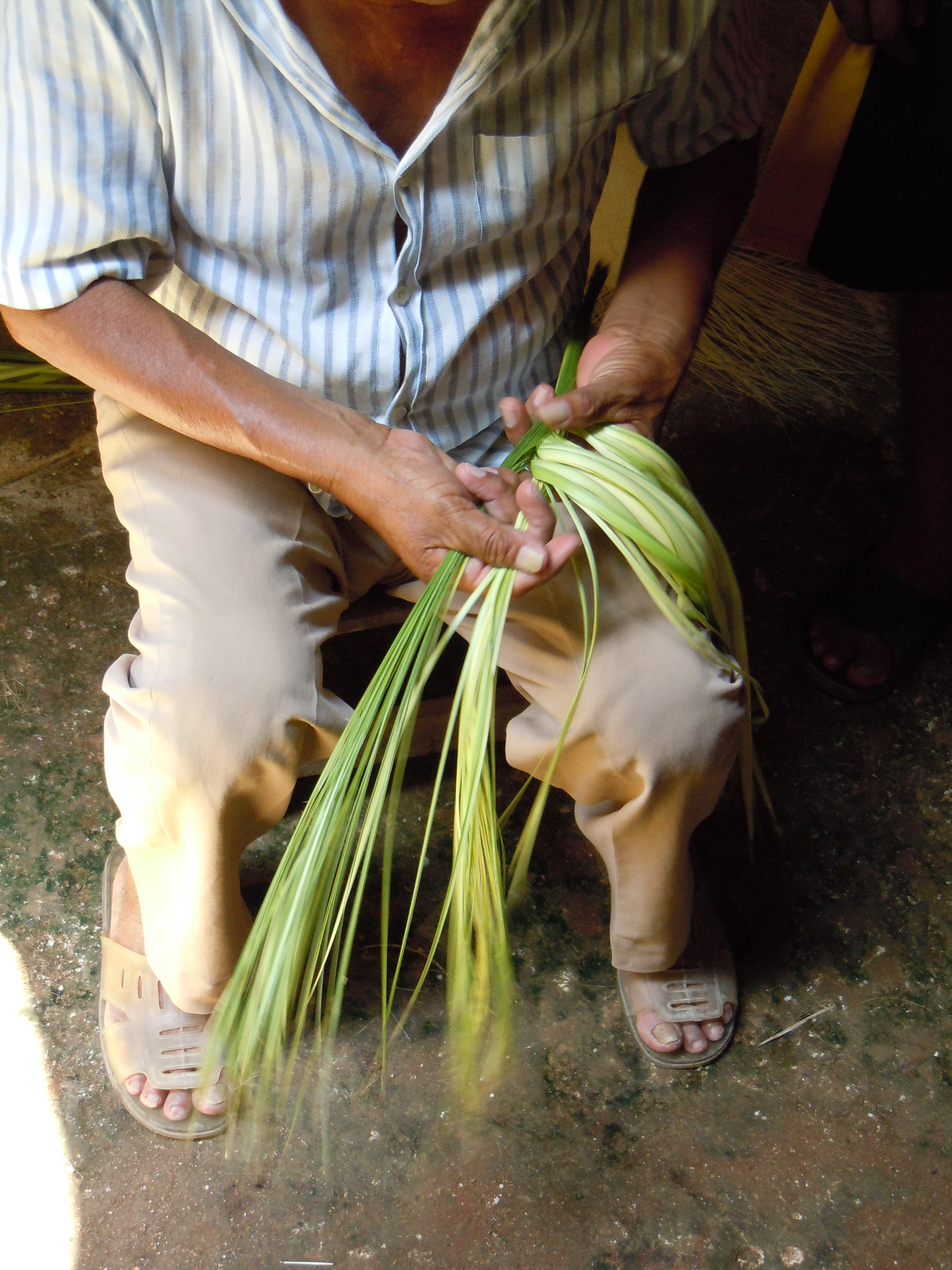

A pálmalevelekből készült panamakalap valójában nem Panamából, hanem Ecuadorból származik. A XIX. és XX. században kezdődött a helyi termék külföldre szállítása. A hajóstársaságnak köszönhetően jutott el Ázsiába, Amerikába, Európába. A panamakalap elnevezést onnan kapta, hogy a Theodore Roosevelt 1904-es Panama-csatorna építkezésén tett látogatásáról tudósító újságcikkek fotó-illusztrációján az elnök ezt a fajta kalapot viseli.

## A panamakalap készítése
A kalapot a kalappálma (Carludovica palmata) levelének nyeléből készítik, amelyet hosszában felhasogatnak és ezekből a vékony, szalag formájú részekből panamakötéssel szövik meg a kalapot. Előbb a felső részt készítik el, aztán óvatosan a karimát, vigyázva arra, hogy a szálak finoman simuljanak egymáshoz.
A panamakalap kézzel szőtt kalap, a szövés lényege, hogy a szálakat kettesével egymással derékszögben keresztezik és a tartósság érdekében összefűzik, a széleket pedig eldolgozzák. A toquilla szalmakalapot az Ecuadori parton növő toquilla "pálma" szárát bevonó zöld háncsrétegből szövik: egy különleges eljárással eltávolítják belőle a növény fotoszintézisében szerepet játszó zöld színt. Szövés után az alapanyag már két részből áll, elkülönül a kalap karimája és korona része. A korona része kupola formájú, a karima rész pedig lapos, egyenes. Egyetlenegy kalaphoz szükséges alapanyag elkészítése nyolc naptól akár hónapokig is tarthat. A folyamat végén a szövetet mossák, fehérítik, mert a napokig, hónapokig tartó kézműves eljárás során rengeteg szennyező anyag kerül az alapanyagba.
Nemcsak nők és gyerekek fonják a panamakalapot, hanem férfiak is választják azt fő foglalkozásként, s a leghíresebb szakemberek is közülük kerülnek ki. A szövést végző takácsok, kézművesek általában földműves családok leszármazottai, akik családon belüli titokként őrzik a szövési eljárást.
A panamakalapokat ugyanúgy bármilyen kalap-formára rá lehet – szakkifejezéssel élve – húzni, de igazából a karima és a kalap nagyságát az alapanyag mérete határozza meg, mert a gyapjúfilccel és a nemezelt anyagokkal ellentétben a panama alapanyaga még forró víz és gőz segítségével sem növelhető, mert akkor a szövött felületben rés keletkezne, ott besütne a nap és a kalap elveszítené azt az esztétikai értékét, amit a minél sűrűbb, minél vékonyabb szálakból álló textúra határoz meg. Az alapanyag népszerűségét annak köszönheti, hogy áztatás vagy gőz után bármilyen stílusú és formájú fából készült kalapformára ráidomul, ezért a ’20-astól a ’70-es évekig bármely férfi- és női divat-, trendi kalapja elkészíthető belőle, aminek az őszi-téli változatát valamilyen nemezelt anyagból készítették, míg a nyári változatot, Ecuadorban szőtt panamakalap alapanyagból kivitelezték a legigényesebb vevőkör számára.
Érdemes megemlíteni, hogy ha az alapanyagot nem Ecuadorban szőtték, akkor az nem tekinthető valódi panamakalapnak. Napjainkban Ecuador két városa, Montecristi és Cuenca a termelés fő központja. A valódi kalapot a korona belsejében elhelyezett barna színű pecséttel hitelesítik, amelyen szerepel a „Made in Ecuador” hivatalos pecsétje, jele.

## A panamakalap értéke
A szálak vékonyságától és a fonat minőségétől függ a kalap értéke.
A panamakalap alapanyag jellemzőit azzal határozzák meg, hogy egy hüvelyk (1 hüvelyk = 2,54 cm) hosszban hány szál keresztezi egymást. 21-24 kereszteződés/hüvelyktől (szálszélesség: 1-1,2 mm) egészen a 33-36 kereszteződés/hüvelykig (szálszélesség: 0,7-0,8 mm) terjedhet a szálsűrűség. Utóbbi esetben egyetlen kalapnyi méretű alapanyag ára akár 5000 USD is lehet. Az alapanyagot tőzsdén is forgalmazzák. A színei általában a natúr színek különböző árnyalatai. Utólagos festése nagyon nehéz, mert a szálak valójában vékony, lapos szalagok, amik a kalap fazonjából adódó törési felületeken vagy a jobban igénybe vett részeken időről-időre leválnak, ezért a felületi festés idővel részlegesen lepotyog.

## A panamakalap híres embereken és filmekben
- Panamakalapot viselt Winston Churchill, Al Capone és Ernest Hemingway is.
- Elfújta a szél (1939): Monte Carlo stílusú panamakalapot visel Clark Gable, Rhett Buttler szerepében
- Casablanca (1942): Fedora stílusú panamakalapot visel Paul Henreid, Victor Laszló szerepében
- Hannibal (2001): Fedora stílusú panamakalapot visel Anthony Hopkins
- Nincs kettő négy nélkül (1984): Bud Spencer és Terence Hill is panamakalapot visel
- Lady Windermere legyezője (1925): Ronald Colman panamakalapot visel

## Érdekesség
UNESCO az Emberiség Szellemi Kulturális Örökség reprezentatív listáján Ecuador bejegyzett öröksége 2012-ben a panamakalap alapanyag szövésének eljárása lett.

## Kapcsolódó szócikk
- Panamaszövet